# Единое
Еди́ное (др.-греч. τὸ ἕν) — одно из фундаментальных понятий философии и математики. Наряду с метафизикой бытия (онтология) можно говорить о втором типе метафизики — о метафизике единого, или генологии.

## В неоплатонизме

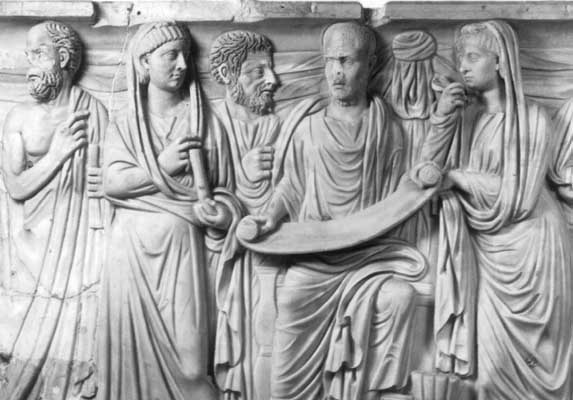
Плотин с учениками

Термин философии неоплатонизма, обозначающий первичное божество, источник всего сущего, являющийся одновременно Благом. Согласно неоплатоникам, из Единого путём эманации происходит Нус (Ум), из которого также путём эманации рождается чувственный космос.
Неоплатонизм устанавливает иерархию бытия по нисходящим ступеням. Над всем существует неизреченное, сверхсущее Единое (Благо). Оно эманирует в Ум (νοῦς), где происходит его дифференциация на равносущее множество идей. Ум эманирует в Душу (ψυχή), где появляется чувственное начало и образуются иерархии существ демонических, человеческих, астральных, животных; образуются умственный и чувственный космос.
Первая онтологическая субстанция этой триады, Единое — непознаваема; вторая, Ум — познаваема. Отсюда в неоплатонизме вводится дополнительное учение о числах, возникшее из переработки старого пифагореизма. Посредством этого учения трактуется и определяется необходимость эманации Единого в Ум — как первое докачественное расчленение Единого, исходящее из его природы. Это внутреннее разделение в Уме на субъект и объект означает только предельную степень самосозерцания, когда субъект знания и есть его объект.
Единое невозможно описать, так как любое описание представляет собой разграничение, определение, чем оно не является. Единое же вбирает в себя всё сущее, и не является противопоставленным чему бы то ни было.
Мир эманирует из Единого (Блага); вся совокупность вещей — ряд ступеней последовательно убывающего совершенства, исходящего из единой, все созидающей божественной первоначальной силы; мировая жизнь — возвращение созданий по тем же ступеням к Единому (Благу).
Согласно неоплатонизму, задача человека в мире — обратное движение от чувственного космоса к Единому или к Благу, слияние с Единым в экстатических состояниях. Средством к достижению такого экстаза является теургия и аскетизм.
Термин в определённой степени тождественен понятию абсолюта и монады в понимании пифагорейцев.
Изучением Единого занимается генология, термин предложен Э. Виллером.